# مكشوف: الحرب على العراق
فيلم المكشوف: الحرب على العراق فيلم وثائقي صدر في عام 2004 من إخراج روبرت جرينوالد، والذي يبني قضية أن إدارة جورج دبليو بوش خدعت عمداً ألشعب الأمريكي من أجل تبرير خوض الحرب في العراق عام 2003. 

## ملخص
الفيلم مقسم إلى سبعة أقسام.
الجزء الاول: يتكون الخبراء من أكثر من عشرين خبيراً يؤسسوا أوراق أعتماد غير حزبية «لا تشوبها شائبة». ومن بينهم مسؤولون سابقون في وزارة الخارجية ووكالة المخابرات المركزية والبنتاغون ومسؤولون عسكريون. مفتشو الأسلحة والسفراء، الصحفيين والسياسيين.  
يقدم الجزء الثاني: الإرهاب الفرضية القائلة بأن هجمات 11 سبتمبر 2001 قدمت ذريعة زائفة لحرب العراق. يجادل هذا القسم بأن إدارة جورج دبليو بوش زعمت عمداً أن هناك صلة بين صدام حسين وأسامة بن لادن من أجل إقناع الأمريكيين بأننا بحاجة لخوض الحرب في العراق.   
الجزء الثالث: يتعامل المخبرون مع ثقة الإدارة في مصادر أستخباراتية غير موثوقة وذاتية الخدمة فيما يتعلق بالقدرات العسكرية العراقية، بما في ذلك شكوك أسلحة الدمار الشامل.    
الجزء الرابع: ستة عشر كلمة تكشف أدعاء جورج دبليو بوش الكاذبة بأن العراق قد تسلم يورانيوم من النيجر مصنوع من مادة الكيك الأصفر.   ينتقل الفيلم لمناقشة كيف قام الدبلوماسي جوزيف سي ويلسون بتسريب المعلومات التي دحضت هذه القصة. رداً على ذلك، «تخلت» إدارة بوش عن زوجة ويلسون فاليري بليم بأعتبارها عميلة سرية في وكالة المخابرات المركزية، مما كلفها وظيفتها.  
الجزء الخامس: الحرب في العراق توثق كيف أضطرت الإدارة، مع بدء الغزو الذي قادته الولايات المتحدة للعراق، إلى التراجع عن تأكيداتها فيما يتعلق بترسانة صدام حسين ونواياه.   ولتبرير أستمرار الحرب لجأوا إلى الادعاء بأن الشعب العراقي يطالب الولايات المتحدة وحلفائها بتحريرهم من الدكتاتور صدام حسين.  
الجزء السادس: تكلفة الحرب تحسب المبلغ الباهظ من أموال دافعي الضرائب الأمريكيين التي تم إنفاقها على الحرب حتى تاريخ الإنتاج. يأخذ هذا القسم ملاحظة خاصة للعقود المبالغ فيها الممنوحة لأصدقاء الشركات الأمريكية الكبيرة لإدارة بوش.  
الجزء السابع: يختتم المحافظون الجدد الحجة القائلة بأن مواطني الولايات المتحدة قد تم خداعهم بشكل متعمد وغير قانوني في الحرب من قبل مجموعة من المحافظين الجدد الأقوياء الذين كانوا يبحثون عن ذريعة لغزو العراق قبل فترة طويلة من هجمات 11 ايلول.   

## أسلوب الإنتاج
يتخلل صانعوا الأفلام مقاطع من برامج إخبارية تم بثها في الأصل خلال فترة الاستعداد للحرب، ثم يكشفون زيف النقاط الواردة في تلك المقاطع باستخدام مقاطع صوتية متخصصة.   
لم تكن المعلومات المقدمة في فلم المكشوف جديدة على جمهور   ولكن المراجعات قالت إنها منظمة بطريقة مفيدة    وبنت حجة "محكمة. 

## استقبال
وصفت صحيفة The New York Times موقع فلم المكشوف بأنه «رصين ودقيق»،  و «مقنع ومنظم جيدًا» من قبل صحيفة واشنطن بوست . 
وقد تمت مقارنتها فلم بفهرنهايت 9/11 لمايكل مور، والذي يشترك في نفس الأطروحة الأساسية حول أسباب الحرب، ولكن يتم تقديمها بأسلوب أكثر عاطفية.   
ينتقد المنتقدوا بان الفيلم من قام إنتاجه قائلين إنه يعتمد بشكل مفرط على الرؤوس الناطقة وأنه يلعب مثل التلفزيون  أو حتى الراديو. 